# لئونورین
لئونورین (به انگلیسی: Leonurine) یک ترکیب شیمیایی با شناسه پاب‌کم ۱۶۱۴۶۴ است.